# Olga Nikolajewna Kudrjawzewa
Olga Nikolajewna Kudrjawzewa (russisch Ольга Николаевна Кудрявцева; * 8. Februarjul. / 20. Februar 1896greg. in Mykolajiw, Russland (heute in Ukraine); † 16. Juni 1964 in Charkiw, Sowjetunion (heute in Ukraine)) war eine ukrainische Bildhauerin und Hochschullehrerin in der Sowjetunion.

## Leben
Kudrjawzewa besuchte die Schule für Zeichnen, Entwerfen und Modellieren am Nikolajewer Wereschtschagin-Kunstmuseum, wo sie sich für die Bildhauerei begeisterte. 1924 ging sie nach Charkow und begann das Studium am Charkower Kunst-Institut in der Bildhauerei-Fakultät, wo sie dann bei Eleonora Bloch studierte.
Nach dem Abschluss des Studiums 1929 lebte und arbeitete Kudrjawzewa in Charkow. Ab 1930 beteiligte sie sich an Kunstausstellungen. Sie wurde 1938 Gründungsmitglied der neuen Union der sowjetischen Künstler der Ukraine.
Im Deutsch-Sowjetischen Krieg war Kudrjawzewa in Kasachstan evakuiert. Als Leiterin der Aufnahmekommission der Kunst-Schule Alma-Ata lernte sie den künftigen Bildhauer Chakimschan Naurysbajew kennen, dem sie ein Studium in Moskau empfahl. Von 1945 bis 1956 war sie Dozentin am Charkower Kunst-Institut.
Einen wesentlichen Teil ihres Schaffens hatte Kudrjawzewa dem Maler und Lyriker Taras Schewtschenko gewidmet. Mit dem Bildhauer S. Dawidowitsch und dem Künstler Wassyl Kasijan hatte sie sich 1934 an der ersten Runde des Wettbewerbs für den Bau eines Schewschtschenko-Denkmals in Charkow beteiligt. In den folgenden Jahren und auch nach dem Krieg bis zu ihrem Tod schuf sie Skulpturen zu Werken Schewschtschenkos.

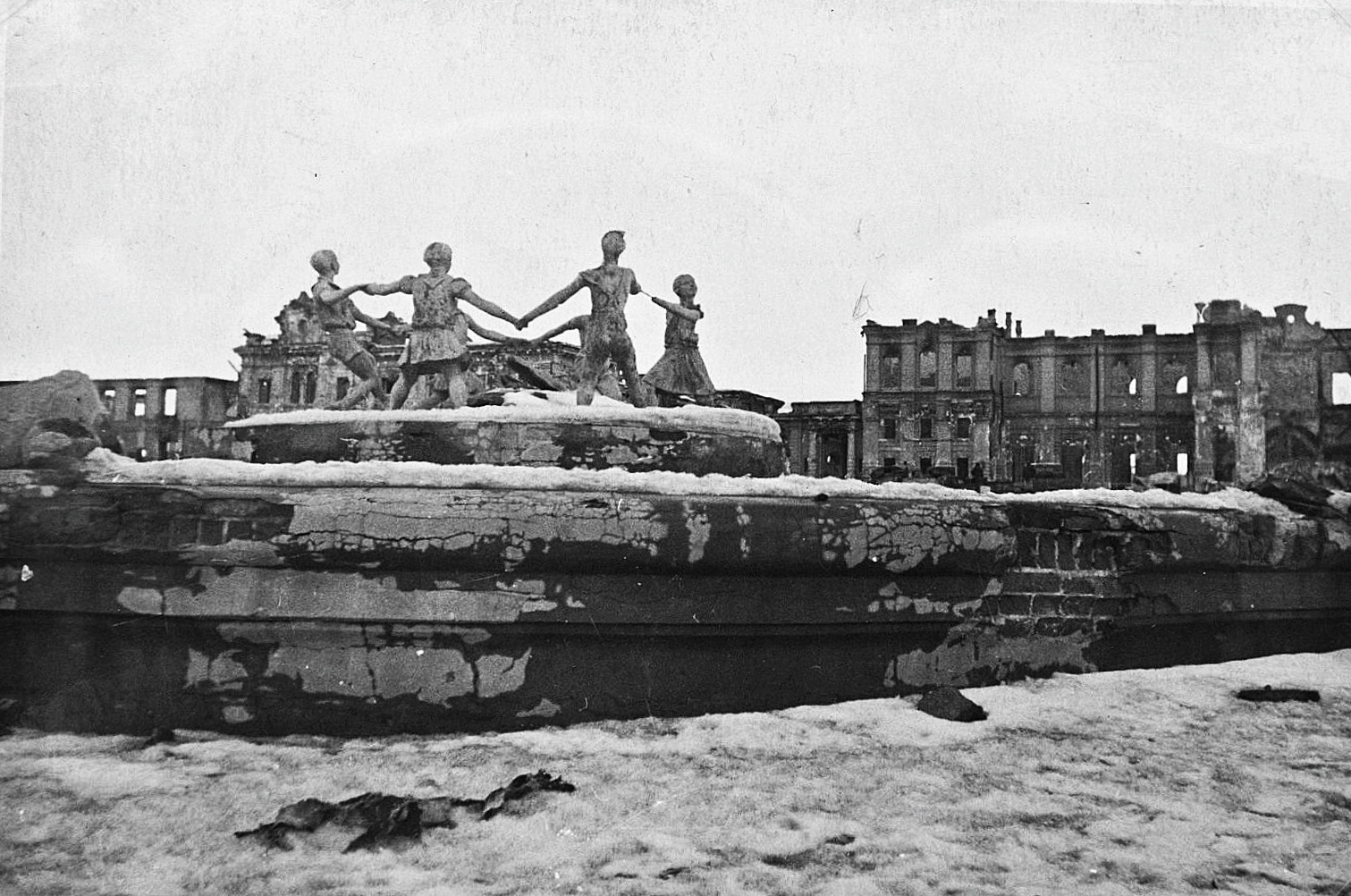
Stalingrader Reigentanz-Brunnen 1943 nach der Schlacht von Stalingrad

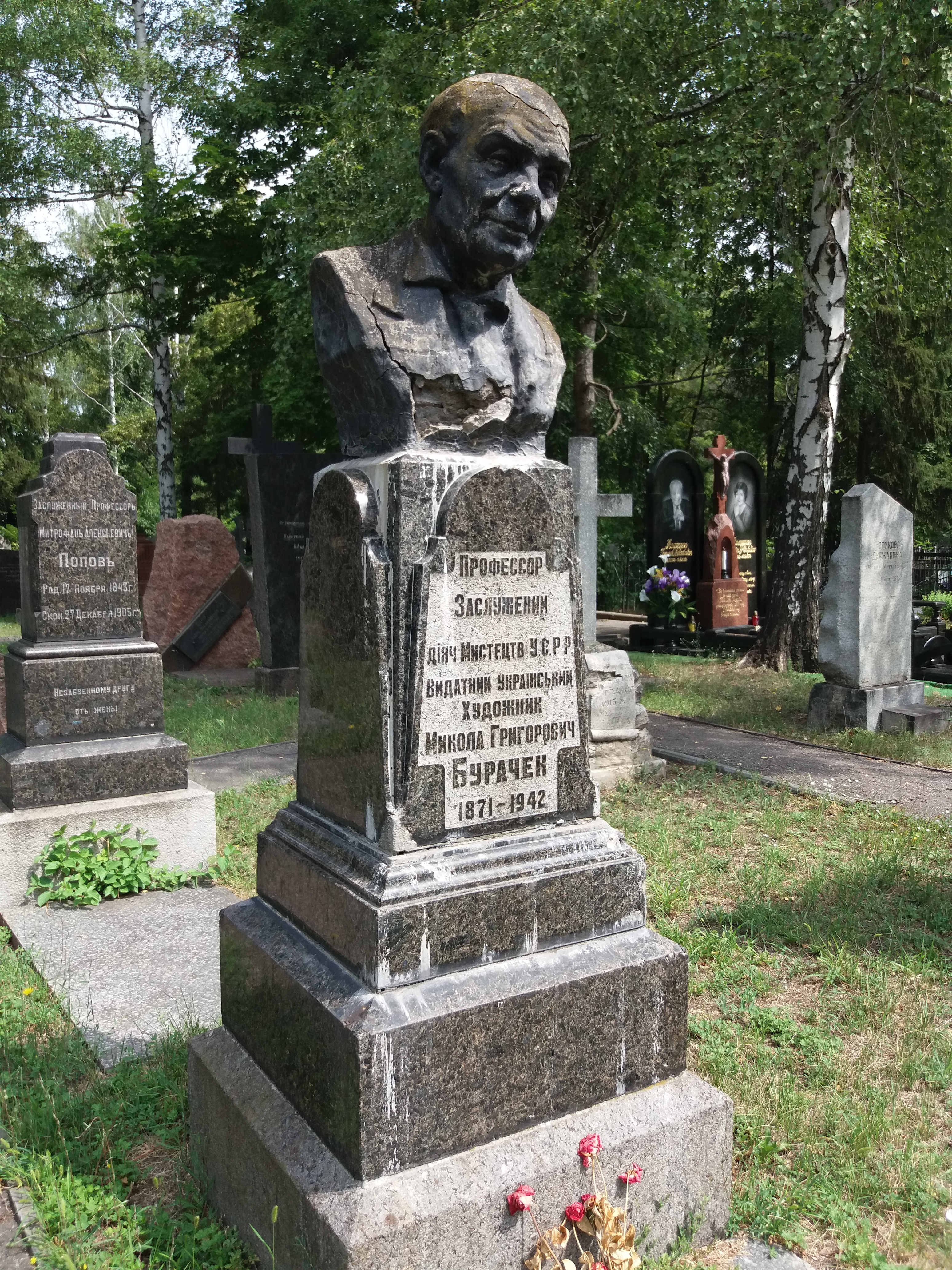
Mykola Buratscheks Grab, Charkow

Ein sehr bekanntes Werk Kudrjawzewas war ihre 1935 geschaffene Skulpturen-Gruppe für den Reigentanz-Brunnen, den sogenannten Barmalei-Brunnen, vor dem Pionierpalast in Charkow. Dargestellt war der Reigentanz der Kinder um das Krokodil, das den Räuber Barmalei verschluckt hatte (nach einem Märchen Kornei Tschukowskis). Kopien dieses Brunnens wurden für Dnepropetrowsk, Artjomowsk, Gorlowka, Stalingrad, Woronesch und Makejewka angefertigt. Emmanuil Jewserichins Foto vom 23. August 1942 des Stalingrader Brunnens vor brennenden Ruinen unmittelbar nach einem deutschen Luftangriff wurde weltweit berühmt.
Kudrjawzewa schuf Porträts bekannter Personen, so von Aristarch Belopolski, Serhij Wassylkiwskyj u. a. Mykola Buratscheks Büste für dessen Grabstein entstand 1952. Eine Einzelausstellung für Kudrjawzewa wurde 1958 durchgeführt. Dem Nikolajewer Wereschtschagin-Kunstmuseum übergab sie 1964 einige ihrer Werke.
Kudrjawzewa war mit dem Astronomen Boris Ostaschtschenko-Kudrjawzew (1877–1956) verheiratet.